# Cheating Death, Stealing Life: The Eddie Guerrero Story
Cheating Death, Stealing Life: The Eddie Guerrero Story è un libro scritto da Eddie Guerrero e Michael Krugman ed è fra le più complete biografie di Eddie Guerrero attualmente in circolazione.
Scritto dopo la vittoria del titolo di campione WWE a "No Way Out 2004", narra la storia di Eddie Guerrero sia come wrestler che come uomo dedicando buona parte del libro alla sconfitta dei suoi "demoni personali" (alcool e stupefacenti) e alla sua "rinascita" come uomo e come professionista dopo l'incontro con il Cristianesimo.
Il testo non è ancora stato tradotto in italiano dalla lingua inglese.

## Edizioni
- Eddie Guerrero, Michael Krugman, Cheating Death, Stealing Life: The Eddie Guerrero Story, collana WWE BOOKS, World Wrestling Entertainment Books, 2005,  pp. 345, ISBN 0-7434-9353-2.